# Afonso Rodrigues de Aquino
Afonso Rodrigues de Aquino (nascido no Rio de Janeiro) é um pesquisador brasileiro e docente do Instituto de Pesquisas Energéticas e Nucleares IPEN e professor visitante da Escola de Comunicações e Artes da Universidade de São Paulo USP. Atua principalmente nas seguintes áreas: gestão ambiental, comunicação, educação, energia nuclear e química inorgânica. Exerce a função de Assessor de Ensino e Pesquisa no Instituto de Pesquisas Energéticas e Nucleares. Autor dos livros Análise de Sistema de Gestão Ambiental, Conhecimento Gestão e Empreendedorismo e O Escotista e o Clã Pioneiro.